# Ercolania felina
Ercolania felina es una especie de molusco gasterópodo de la familia Limapontiidae.

## Distribución geográfica
Se encuentra  en Nueva Zelanda.